# Pseudophengodes pulchella
Pseudophengodes pulchella är en skalbaggsart som först beskrevs av Guerin-meneville 1843.  Pseudophengodes pulchella ingår i släktet Pseudophengodes och familjen Phengodidae. Inga underarter finns listade i Catalogue of Life.